# Secretaría de Justicia (Argentina)
La Secretaría de Justicia es una secretaría que integra el Ministerio de Justicia de la Nación Argentina.

## Atribuciones
Según la ley de ministerios, la secretaría está encargada de «promover el desarrollo consensuado de políticas comunes con organismos internacionales y de otros países, en la materia de su competencia.».
Asiste al ministerio de Justicia:
- En sus relaciones con el Poder Judicial, el Ministerio Público, el Defensor del Pueblo, el Consejo de la Magistratura y el Honorable Congreso de la Nación.
- En la competencia de la jurisdicción en materia de organización del Poder Judicial y el Ministerio Público y en el nombramiento de los magistrados, conforme a los procedimientos y recaudos previstos en la Constitución Nacional y leyes complementarias.
- En sus relaciones con organizaciones no gubernamentales y los organismos públicos no estatales de los ámbitos académico, profesional, judicial, y social.
- En materia de apoyo y cooperación con las Provincias y la Ciudad Autónoma de Buenos Aires para el fortalecimiento de los sistemas de justicia y la modernización judicial.
- En la administración y funcionamiento del Servicio Penitenciario Federal, en la elaboración de la política penitenciaria, en materia de ejecución penal y en las políticas y programas relativos a la readaptación social.
- En los asuntos relativos al Programa Nacional de Protección de Testigos e Imputados.

## Estructura
- Secretaría de Justicia: Sebastián Javier Amerio
  - Dirección Nacional de Asuntos Internacionales:  Juan José Cerdeira
  - Dirección Nacional del Sistema Argentino de Información Jurídica:  María Luz Laici
    - Coordinación de Bases de Datos Legislativos y Jurídicos:  Sin designar
    - Dirección de Comunicación Audiovisual en Contenidos de Justicia:  Raúl Arcomano

  - Subsecretaría de Asuntos Penitenciarios:  María Laura Garrigós
    - Dirección de Asistencia de Personas bajo Vigilancia Electrónica:  Mariel Viladrich
    - Dirección Nacional de Readaptación Social:  Fiorella Canoni

  - Subsecretaría de Justicia y Política Criminal:  Pablo Enrique Barbuto
    - Coordinación de Estudios y Evaluación de Proyectos: Sin designar
    - Dirección Nacional de Política Criminal en Materia de Justicia y Legislación Penal:  Hernán Esteban Olaeta
    - Dirección Nacional del Programa Nacional de Protección a Testigos e Imputados:  Santiago Eguren
    - Dirección de Apoyo a las Justicias Provinciales y de la Ciudad Autónoma de Buenos Aires: Sin designar
    - Coordinación del Programa las Víctimas contra las Violencias:  Eva Evelina Giberti

  - Subsecretaría de Acceso a la Justicia:  Víctor Hugo Oyarzo
    - Dirección Nacional de Promoción y Fortalecimiento para el Acceso a la Justicia:  Gabriela Carpineti
    - Dirección Nacional de Mediación y Métodos Participativos de Resolución de Conflictos:  Patricio Nicolás Ferrazzano
    - Coordinación del Programa Nacional de Asistencia para las Personas con Discapacidad en sus Relaciones con la Administración de Justicia:  Mabel Aurora Remon
    - Dirección Nacional de Asistencia a las Víctimas:  María Azul Romero Beery
    - Coordinación del Programa Nacional de Lucha contra la Impunidad (PRONALCI):  Pablo Fasciotti
    - Coordinación del Programa Nacional de Rescate y Acompañamiento a las Personas Damnificadas por el Delito de Trata:  Zaida Gatti

  - Subsecretaría de Relaciones con el Poder Judicial:  Nicolás Miguel Ángel Soler
    - Dirección de Asistencia Técnica y Legislativa: Sin designar
    - Dirección Nacional de Relaciones con el Poder Judicial:  Lucas Somigliana
    - Dirección Nacional de Relaciones con la Comunidad Académica y la Sociedad Civil:  Luis Alberto Calderaro

### Organismos descentralizados
- Servicio Penitenciario Federal

## Nómina de secretarios[2]
| N.º                                             | Secretario               | Periodo                                            | Presidente                                     |                        |
| Secretaría de Justicia                          | Secretaría de Justicia   | Secretaría de Justicia                             | Secretaría de Justicia                         | Secretaría de Justicia |
| ----------------------------------------------- | ------------------------ | -------------------------------------------------- | ---------------------------------------------- | ---------------------- |
| 1                                               | Carlos Odriozola         | 10 de diciembre de 1983 - 11 de julio de 1985      | Raúl Alfonsín                                  |                        |
| 2                                               | Alberto Borella          | 11 de julio de 1985 - 4 de febrero de 1986         | Raúl Alfonsín                                  |                        |
| 3                                               | Ideler Tonelli           | 4 de febrero de 1986 - 16 de septiembre de 1987    | Raúl Alfonsín                                  |                        |
| 4                                               | Enrique Paixao           | 13 de octubre de 1987 - 7 de julio de 1989         | Raúl Alfonsín                                  |                        |
| 5                                               | Julio Oyhanarte          | 8 de julio de 1989 - 5 de octubre de 1989          | Carlos Menem                                   |                        |
| 6                                               | César Arias              | 6 de octubre de 1989 - 12 de septiembre de 1991    | Carlos Menem                                   |                        |
| 7                                               | Hugo Rodríguez Sañudo    | 13 de septiembre de 1991 - 7 de noviembre de 1991  | Carlos Menem                                   |                        |
| 8                                               | Osvaldo Castruccio       | 7 de noviembre de 1991 - 9 de septiembre de 1992   | Carlos Menem                                   |                        |
| 9                                               | Elías Jassán             | 14 de septiembre de 1992 - 16 de noviembre de 1995 | Carlos Menem                                   |                        |
| 10                                              | Oscar Luján Fappiano     | 17 de noviembre de 1995 - 14 de abril de 1997      | Carlos Menem                                   |                        |
| 11                                              | Ricardo Jorge Klass      | 16 de abril de 1997 - 1 de julio de 1997           | Carlos Menem                                   |                        |
| 12                                              | Ricardo Pedro Radaelli   | 2 de julio de 1997 - 29 de octubre de 1997         | Carlos Menem                                   |                        |
| 13                                              | Carlos Ocampo            | 31 de octubre de 1997 - 9 de diciembre de 1999     | Carlos Menem                                   |                        |
| Secretaría de Justicia y Asuntos Legislativos   |                          |                                                    |                                                |                        |
| 14                                              | Jorge Perez Delgado      | 15 de diciembre de 1999 - 1 de noviembre de 2000   | Fernando De la Rúa                             |                        |
| 15                                              | Melchor René Cruchaga    | 3 de noviembre de 2000 - 27 de diciembre de 2001   | Fernando De la Rúa                             |                        |
| 16                                              | Alberto Zuppi            | 27 de diciembre de 2001 - 31 de diciembre de 2001  | Adolfo Rodríguez Saá                           |                        |
| 17                                              | Guillermo De Sanctis     | 15 de enero de 2002 - 24 de mayo de 2003           | Eduardo Duhalde                                |                        |
| Secretaría de Justicia y Asuntos Penitenciarios |                          |                                                    |                                                |                        |
| 18                                              | Pablo Lanusse            | 6 de junio de 2003 - 6 de abril de 2004            | Néstor Kirchner                                |                        |
| 19                                              | Martín Andrés Montero    | 21 de abril de 2004 - 8 de septiembre de 2004      | Néstor Kirchner                                |                        |
| Secretaría de Justicia                          |                          |                                                    |                                                |                        |
| 20                                              | María José Rodríguez     | 8 de marzo de 2005 - 18 de agosto de 2005          | Néstor Kirchner                                |                        |
| 21                                              | Marcela Losardo          | 18 de agosto de 2005 - 5 de agosto de 2009         | Néstor Kirchner Cristina Fernández de Kirchner |                        |
| 22                                              | Héctor Masquelet         | 6 de agosto de 2009 - 15 de diciembre de 2010      | Cristina Fernández de Kirchner                 |                        |
| 23                                              | Julián Álvarez           | 17 de diciembre de 2010 - 9 de diciembre de 2015   | Cristina Fernández de Kirchner                 |                        |
| 24                                              | Santiago Otamendi        | 10 de diciembre de 2015 - 27 de mayo de 2019       | Mauricio Macri                                 |                        |
| 25                                              | María Fernanda Rodríguez | 27 de mayo de 2019 - 9 de diciembre de 2019        | Mauricio Macri                                 |                        |
| 26                                              | Juan Martín Mena         | 10 de diciembre de 2019 - 10 de diciembre de 2023  | Alberto Fernández                              |                        |
| 27                                              | Sebastián Javier Amerio  | 10 de diciembre de 2023 - en el cargo              | Javier Milei                                   |                        |